# صحيفة كوردستان
صحيفة كوردستان صحيفة يومية إلكترونية يحررها عدد من الكتاب والمثقفين العرب والأكراد في العراق والدول المجاورة. تهدف الصحيفة إلى ايجاد لغة حوار أكثر شفافية بين الشعبين من خلال اشاعة ثقافة الاعتراف بالاخر ومن اجل علاقة أكثر توازنا بين الشعبين. ومن الجدير بالذكر ان الصحيفة الألكترونية اقتبست اسمها من أول صحيفة كوردية صدرت في مصر في 22 أبريل 1898 وكانت تسمى صحيفة كوردستان وصدر منها 31 عدد خلال أربعة اعوام. رئيس تحرير الصحيفة الألكترونية هو دانا جلال ومشرفها الفني شفان دانا جلال.